# 最明寺川
最明寺川（さいみょうじがわ）は、兵庫県東部を流域とする猪名川支流の川である。兵庫県宝塚市・川西市を流れる。途中の流域には鴨神社などがある。

## 概要
猪名川支流の一級河川。宝塚市の愛宕山南麓付近に発し南流、最明寺滝を懸け、宝塚市平井地区で平地に出る。阪急宝塚線山本駅の南で東に転じ、JR宝塚線川西池田駅の南方で南に曲折し、川西市下加茂で猪名川右岸に注ぐ。
流域は住宅地が多いが、イチジクの栽培が盛んでもある。